# Zápas na Letních olympijských hrách 1972 – muži, řecko-římský do 62 kg
Zápas řecko-římský ve váhové kategorii do 62 kg na Letních olympijských hrách 1972 v Mnichově probíhal od 27. do 31. srpna. O medaile se utkalo 19 zápasníků.

## Turnajové výsledky
Byl použit systém eliminace zápornými body. Zápasník, který nasbíral 6 negativních bodů, byl vyřazen z dalších bojů. Když zůstali v turnaji poslední tři, rozhodlo o jejich konečném pořadí speciální finálové kolo. 
Legenda
- DNA — Nenastoupil
- TPP — Celkem trestných bodů
- MPP — Trestných bodů v zápase

Penalizace
- 0 — Lopatkové vítězství, vítězství pro pasivitu, zranění, nebo diskvalifikaci protivníka
- 0.5 — Vítězství pro technickou převahu
- 1 — Vítězství na body
- 2 — Remíza
- 2.5 — Remíza, pasivita
- 3 — Prohra na body
- 3.5 — Prohra pro technickou převahu soupeře
- 4 — Lopatková prohra, prohra z důvodu pasivity, zranění, nebo diskvalifikace

### Kolo 1
| TPP | MPP |                           | Čas  |                            | MPP | TPP |
| --- | --- | ------------------------- | ---- | -------------------------- | --- | --- |
| 4   | 4   | James Hazewinkel (USA)    | 1:41 | Slavko Koletić (YUG)       | 0   | 0   |
| 4   | 4   | Théodule Toulotte (FRA)   | 8:34 | Kazimierz Lipień (POL)     | 0   | 0   |
| 1   | 1   | László Réczi (HUN)        |      | Jakob Tanner (SUI)         | 3   | 3   |
| 0   | 0   | Stelios Mygiakis (GRE)    | 4:21 | Mohammad Ebrahimi (AFG)    | 4   | 4   |
| 0   | 0   | Džemal Megrelišvili (URS) | 4:52 | Metin Alakoç (TUR)         | 4   | 4   |
| 4   | 4   | Eliseo Salugta (PHI)      | 1:34 | Georgi Markov (BUL)        | 0   | 0   |
| 4   | 4   | Carlos Hurtado (PER)      | 8:24 | Harry van Landeghem (BEL)  | 0   | 0   |
| 0   | 0   | Martti Laakso (FIN)       | 6:35 | Juan Hernández (GUA)       | 4   | 4   |
| 1   | 1   | Hideo Fudžimoto (JPN)     |      | Heinz-Helmut Wehling (GDR) | 3   | 3   |
| 0   |     | Ion Păun (ROU)            |      | Bye                        |     |     |

### Kolo 2
| TPP | MPP |                           | Čas  |                            | MPP | TPP |
| --- | --- | ------------------------- | ---- | -------------------------- | --- | --- |
| 1   | 1   | Ion Păun (ROU)            |      | James Hazewinkel (USA)     | 3   | 7   |
| 0   | 0   | Slavko Koletić (YUG)      | 7:08 | Théodule Toulotte (FRA)    | 4   | 8   |
| 1   | 1   | Kazimierz Lipień (POL)    |      | László Réczi (HUN)         | 3   | 4   |
| 7   | 4   | Jakob Tanner (SUI)        | 7:57 | Stelios Mygiakis (GRE)     | 0   | 0   |
| 0   | 0   | Džemal Megrelišvili (URS) | 1:48 | Eliseo Salugta (PHI)       | 4   | 8   |
| 7   | 3   | Metin Alakoç (TUR)        |      | Georgi Markov (BUL)        | 1   | 1   |
| 8   | 4   | Carlos Hurtado (PER)      | 4:03 | Martti Laakso (FIN)        | 0   | 0   |
| 3.5 | 3.5 | Harry van Landeghem (BEL) |      | Hideo Fudžimoto (JPN)      | 0.5 | 1.5 |
| 8   | 4   | Juan Hernández (GUA)      | 1:30 | Heinz-Helmut Wehling (GDR) | 0   | 3   |
| 4   |     | Mohammad Ebrahimi (AFG)   |      | DNA                        |     |     |

### Kolo 3
| TPP | MPP |                            | Čas  |                           | MPP | TPP |
| --- | --- | -------------------------- | ---- | ------------------------- | --- | --- |
| 2   | 1   | Ion Păun (ROU)             |      | Slavko Koletić (YUG)      | 3   | 3   |
| 1   | 0   | Kazimierz Lipień (POL)     | 5:37 | Stelios Mygiakis (GRE)    | 4   | 4   |
| 7   | 3   | László Réczi (HUN)         |      | Džemal Megrelišvili (URS) | 1   | 1   |
| 1   | 0   | Georgi Markov (BUL)        | 1:22 | Harry van Landeghem (BEL) | 4   | 7.5 |
| 2   | 2   | Martti Laakso (FIN)        |      | Hideo Fudžimoto (JPN)     | 2   | 3.5 |
| 3   |     | Heinz-Helmut Wehling (GDR) |      | Bye                       |     |     |

### Kolo 4
| TPP | MPP |                            | Čas |                           | MPP | TPP |
| --- | --- | -------------------------- | --- | ------------------------- | --- | --- |
| 5.5 | 2.5 | Heinz-Helmut Wehling (GDR) |     | Ion Păun (ROU)            | 2.5 | 4.5 |
| 6.5 | 3.5 | Slavko Koletić (YUG)       |     | Kazimierz Lipień (POL)    | 0.5 | 1.5 |
| 5   | 1   | Stelios Mygiakis (GRE)     |     | Džemal Megrelišvili (URS) | 3   | 4   |
| 2   | 1   | Georgi Markov (BUL)        |     | Martti Laakso (FIN)       | 3   | 5   |
| 3.5 |     | Hideo Fudžimoto (JPN)      |     | Bye                       |     |     |

### Kolo 5
| TPP | MPP |                            | Čas  |                        | MPP | TPP |
| --- | --- | -------------------------- | ---- | ---------------------- | --- | --- |
| 4.5 | 1   | Hideo Fudžimoto (JPN)      |      | Ion Păun (ROU)         | 3   | 7.5 |
| 5.5 | 0   | Heinz-Helmut Wehling (GDR) | 7:00 | Kazimierz Lipień (POL) | 4   | 5.5 |
| 8   | 3   | Stelios Mygiakis (GRE)     |      | Georgi Markov (BUL)    | 1   | 3   |
| 5   | 1   | Džemal Megrelišvili (URS)  |      | Martti Laakso (FIN)    | 3   | 8   |

### Kolo 6
| TPP | MPP |                            | Čas |                           | MPP | TPP |
| --- | --- | -------------------------- | --- | ------------------------- | --- | --- |
| 7.5 | 3   | Hideo Fudžimoto (JPN)      |     | Kazimierz Lipień (POL)    | 1   | 6.5 |
| 6.5 | 1   | Heinz-Helmut Wehling (GDR) |     | Džemal Megrelišvili (URS) | 3   | 8   |
| 3   |     | Georgi Markov (BUL)        |     | Bye                       |     |     |

## Finálové pořadí
1. Georgi Markov (BUL)
2. Heinz-Helmut Wehling (GDR)
3. Kazimierz Lipień (POL)
4. Hideo Fudžimoto (JPN)
5. Džemal Megrelišvili (URS)
6. Ion Păun (ROU)
7. Martti Laakso (FIN) a  Stelios Mygiakis (GRE)